# Spaltegletsjer (Andréeland)
De Spaltegletsjer is een gletsjer in Nationaal park Noordoost-Groenland in het oosten van Groenland. 

## Geografie
De gletsjer is gelegen in het oosten van Andréeland. Ze mondt in het oosten uit in het Geologfjord. Ze is west-oost georiënteerd en heeft een lengte van meer dan 12 kilometer. Op z'n smalst is de gletsjer ongeveer een kilometer.